# گورستان جکیگور
قبرستان جکیگور مربوط به سده‌های متاخر دوران‌های تاریخی پس از اسلام است و در شهرستان سرباز، بخش مرکزی، دهستان جکیگور، روستای جکیگور واقع شده و این اثر در تاریخ ۲۷ اسفند ۱۳۸۷ با شمارهٔ ثبت ۲۶۲۱۶ به‌عنوان یکی از آثار ملی ایران به ثبت رسیده است.